# Паскуале Феста Кампаніле
Паскуале Феста Кампаніле (італ. Pasquale Festa Campanile; 28 липня 1927, Мельфі — 25 лютого 1986, Рим) — італійський кінорежисер і сценарист.

## Життєпис
Народився у Мельфі, в провінції Потенца, потім в молодому віці переїхав до Рима. Спочатку починав як письменник і літературний критик. Написав роман О! Сабелла, за сюжетом якого Діно Різі зняв всесвітньо відомий фільм «О! Сабелла» (1957).
Починав свою кар'єру в кіно як сценарист у фільмі «Фаддіджа — Закон помсти» (1949) режисера Роберто Б'янкі Монтеро. Потім став співпродюсером відомого фільму Діно Різі «Бідні, але красиві» (1957) і кінокартин Лукіно Вісконті «Рокко та його брати» (1960) та «Леопард» (1963).
Його перший режисерський дебют відбувся у фільмі «Сентиментальна спроба». Згодом він зняв безліч кінокомедій, серед яких були такі відомі як: «Розпусник  (1969), «Оголена віолончель» (1971), «Право першої ночі» (1972) і «Жити заради любові» (1975) — знятий за його однойменним романом.
Феста Кампаніле співпрацював з італійським співаком і кіноактором Адріано Челентано, зняв його в таких кінокартинах як: «Ругантіно» (1973), «Ось рука» (1980) і «Бінго-Бонго» (1982). Іншими його відомими фільмами стали: «Солдати удачі» (1976), «Жеже Беллавіта» (1978), «Попутник: Початок або кривавий автостоп (1978), «Ніхто не досконалий» (1981) і «Вітрогон  (1983).
Помер від пухлини нирок в Римі у 1986 році.

## Фільмографія

### Режисер та автор сценарію
- Un tentativo sentimentale, co-regia di Massimo Franciosa (1963)
- Le voci bianche, co-regia di Massimo Franciosa (1964)
- «Постійність розуму» / (La costanza della ragione) (1964)
- Una vergine per il principe (1965)
- Adulterio all'italiana (1966)
- 1967 : «Пояс цнотливості» / (La cintura di castità)
- Il marito è mio e l'ammazzo quando mi pare (1967)
- La ragazza e il generale (1967)
- La matriarca (1968)
- Scacco alla regina (1969)
- Dove vai tutta nuda? (1969)
- Quando le donne avevano la coda (1970)
- Con quale amore, con quanto amore (1970)
- Il merlo maschio (1971)
- Quando le donne persero la coda (1971)
- La calandria (1972)
- Jus primae noctis (1972)
- Емігрант (1973)
- Ругантіно (1973)
- La sculacciata (1974)
- Conviene far bene l'amore (1975)
- Dimmi che fai tutto per me (1976)
- Il soldato di ventura (1976)
- Autostop rosso sangue (1977)
- Cara sposa (1977)
- Come perdere una moglie e trovare un'amante (1978)
- Субота, неділя та п'ятниця (1979)
- Дівоче тіло (1979)
- Жеже Беллавіта (1979)
- Il ritorno di Casanova (1980)
- Il ladrone (1980)
- Ось рука (1980)
- Nessuno è perfetto (1981)
- Culo e camicia (1981)
- Manolesta (1981)
- 1982 : «Бінго-Бонго» / (Bingo Bongo)
- La ragazza di Trieste (1982)
- Più bello di così si muore (1982)
- Свята корова (1982)
- Un povero ricco (1983)
- Il petomane (1983)
- 1984 : «Чималий скандал» / (Uno scandalo perbene)

### Сценарист
- Faddija - La legge della vendetta, режисер Roberto Bianchi Montero (1949)
- Gli innamorati, режисер Мауро Болоньїні (1955)
- Terrore sulla città, режисер Anton Giulio Majano (1957), soggetto
- La donna che venne dal mare, режисер Francesco De Robertis (1957)
- La nonna Sabella, режисер Діно Різі (1957)
- Poveri ma belli, режисер Діно Різі (1957)
- Belle ma povere, режисер Діно Різі (1957)
- Il cocco di mamma, режисер Мауро Морассі (1957)
- Vacanze a Ischia, режисер Маріо Камеріні (1957)
- Giovani mariti, режисер Мауро Болоньїні (1958)
- Ladro lui, ladra lei, режисер Луїджі Дзампа (1958)
- Totò e Marcellino, режисер Antonio Musu (1958)
- Tutti innamorati, режисер Giuseppe Orlandini (1958)
- Venezia, la luna e tu, режисер Діно Різі (1958)
- Ferdinando I° re di Napoli, режисер Gianni Franciolini (1959)
- Il magistrato, режисер Луїджі Дзампа (1959)
- La cento chilometri, режисер Giulio Petroni (1959)
- Poveri milionari, режисер Діно Різі (1959)
- Рокко та його брати, режисер Лукіно Вісконті (1960)
- Le tre eccetera del colonnello, режисер Claude Boissol (1960)
- L'assassino, режисер Еліо Петрі (1961)
- La viaccia, режисер Мауро Болоньїні (1961)
- La bellezza di Ippolita, режисер Giancarlo Zagni (1962)
- Le quattro giornate di Napoli, режисер Нанні Лой (1962)
- Smog, режисер Франко Россі (1962)
- Леопард, режисер Лукіно Вісконті (1963)
- In Italia si chiama amore, режисер Virgilio Sabel (1963), documentario
- Senza sole né luna, режисер Лучано Річчі (1963)
- Una storia moderna - L'ape regina, режисер Марко Феррері (1963)